# K. JUNO
K. JUNO是日本的女性創作歌手。

## 概要
主要唱英文歌、以强有力的高声和精致的合唱为特色。以前当过演员。退日本的動作班之后在广东省深圳读书、回到日本才開始写曲。JUNO受影响的是1970年代西方摇滚乐、歌声有1980年代美国硬摇滚的味道。有許多合作乐曲。新海誠的CG动畫《星之聲》的主题曲是JUNO作词的，但歌曲的印象和她以往的風格根本不一样。2011年参加日本重金属乐队 CLOUD FOREST（板倉淳 Marino,Terra Roza / 宇都宮LEO Oil,Belladonna,Jesus / 井本ETSU Belladonna / 前田RICHI）。

## 唱片

### SOLO专辑
- 2000 LOVE ME mini album（5首）
- 2005 JUNO Vol.1 plus FATE（10首）
- 2007 Amazing Grace (Out of the Holy Hands of FATE)] CD-R（4首）日文

### 合作
- Feline Groove
  - 2011 Feline Groove IV (1 new / 1 remix／全23首）

- wave(MORRIGAN)
  - 2010 Dies Nova（3 new / 和音）- Fairial
  - 2009 Verdical Factor（1 new / 全8首）
  - 2009 Elem. Fable（2 new / 全12首）MORRIGAN, cranky
  - 2009 Dies Nova（1 new / 作词）- Luna Haze
  - 2007 message（4 new / 9 remix / 全13首）K. JUNO best album
  - 2007 ARCHIV-EAST（1 remix / 全38首）
  - 2007 夜を越えて（1 new / 2 remix / 全8首）片霧烈火等
  - 2006 WHITE AVALON（4 new / 全22首）plus AVALON avalon all mp3 data
  - 2006 ARIA（1 new / 全14首）
  - 2005 Caldes（3 new / 全16首）
  - 2004 Avalon（3 new / 全16首）"Fate/stay night"翻唱 新編曲/歌詞
  - 2004 もうなかないで（2 new / 全9首）有日文歌
  - 2004 voyager (1 new / 1 remix / 10首 plus bonus)
  - 2003 Feline Groove II（1 new / 全16首）

- cranky
  - 2003 Rave-Slave（1 remix / 全14首）

- PsG System Laboratory
  - 2003 ARTIFACT（3 new / 全39首）月之裁 & 月姬打ONLINE 原声音乐
  - 2003 月姬打ONLINE typing game

- Fusion Works
  - 2006 Aura - 12 pieces of remedy（1 new / 全12首）

- 北方健一
  - 2007 CD-R (和音)

- 新海诚
  - 2002 星之聲 主題曲「THROUGH THE YEARS AND FAR AWAY」填词（作曲 天門）

## 外部連結
- K. JUNO
  - Youtube Channel （页面存档备份，存于）
  - facebook 專頁 （页面存档备份，存于）
  - facebook 個人帳戶 （页面存档备份，存于）
  - （英文） K. JUNO on surerock.net （页面存档备份，存于） 官方网站
  - （日語） K. JUNO portal （页面存档备份，存于） 最新信息
  - （日語） twitter（页面存档备份，存于）
  - （中文） 新浪微博 （页面存档备份，存于）
- CLOUD FOREST
  - （日語） CLOUD FOREST 官方网站
- K. JUNO 管理的粉絲網站
  - （日語） 孟飛城（页面存档备份，存于） 武打星孟飛的粉絲網站 1998- 有専門為孟飛写的歌曲（THE FOGGY FOREST）
  - （日語） 許冠傑ファンホイホイ（页面存档备份，存于） 許冠傑的粉絲網站 2011- 有「難忘您」翻唱